# Stichting MilieuWatch Suriname
Stichting MilieuWatch Suriname is een Surinaamse organisatie in Paramaribo die zich inzet voor een beter milieu.
Doelen van de stichting zijn het bieden van overzicht in wetgeving, verslaglegging van milieubeheer en het kweken van bewustzijn van zorggebieden, zoals kwikvergiftiging, asbest en voedselveiligheid, of het geven van voorlichting over zonne-energie. Ook wordt voorlichting over het milieu gegeven op scholen.
De organisatie werd op 10 november 2016 opgericht, onder de hoede van het advocatenkantoor Schurman dat zich heeft gespecialiseerd in milieuzaken.